# Sennan
Sennan (jap. 泉南市 Sennan-shi) – miasto w Japonii, na wyspie Honsiu, w prefekturze Osaka.

## Położenie
Miasto leży w południowej części prefektury nad zatoką Osaka, do miasta należy część sztucznej wyspy, na której leży port lotniczy Kansai. Graniczy z:
- Izumisano
- Hannan

W prefekturze Wakayama:
- Kinokawa
- Iwade

## Historia
Miasto otrzymało prawa miejskie 1 lipca 1970 roku.